# Dariga Nazarbaïeva
Dariga Noursoultanqyzy Nazarbaïeva (kazakh : Дариға Нұрсұлтанқызы Назарбаева ; russe : Дарига Нурсултановна Назарбаева), née le 7 mai 1963 à Temirtau (République socialiste soviétique kazakhe, Union soviétique), est une femme d'État kazakhe. Elle est la fille du président Noursoultan Nazarbaïev. Vice-Premier ministre du gouvernement du Kazakhstan entre le 12 septembre 2015 et le 13 septembre 2016, après avoir été députée ; elle est sénatrice et présidente du Sénat du 20 mars 2019 au 2 mai 2020.

## Biographie

### Carrière politique
Elle a travaillé comme chef de l’agence officielle d’État Khabar, mais a quitté ses fonctions. Elle a formé le parti politique Asar, mot kazakh pour « tous ensemble ». Elle a fusionné son parti avec le parti pro-Nazarbaïev Nour Otan en juillet 2006.
En janvier 2012, elle est élue députée au Majilis dont elle devient vice-présidente le 3 avril 2014.
Beaucoup d'analystes pensent que le président prépare sa fille à lui succéder après sa mort. Des observateurs ont également estimé que sa relation avec son père se serait détériorée en raison notamment des critiques qu'elle exprime parfois à l’encontre de son administration. Elle est cependant nommée par décret présidentiel vice-Première ministre le 12 septembre 2015. Elle quitte le gouvernement un an plus tard pour être nommée au Sénat. Le 20 mars 2019, après la démission de son père de la présidence du pays et son remplacement par Kassym-Jomart Tokaïev, elle succède à ce dernier comme présidente du Sénat. Le 2 mai 2020, Mäulen Äşimbaev lui succède. C'est la première fois que le président du Sénat est limogé par décret présidentiel.

### Activités culturelles
Dariga fut membre du jury de SuperStar KZ. Elle est aussi chanteuse d'opéra amateur. En dépit de son manque d'entraînement vocal régulier, Dariga Nazarbaïeva se produit parfois lors de concerts ou d'évènements.
Le 13 mai 2013, elle donne un concert coorganisé par le comte Pierre Cheremetiev au Théâtre des Champs-Élysées à Paris avec l’orchestre Lamoureux dirigé par Dmitri Yablonski et le groupe Sazgen sazi dirigé par Baghdat Tilegenov, et avec certains artistes tels que le pianiste Timur Urmancheev, Sundet Baigozhin ou Medet Chotabaev. Dans le public, se trouvaient Alexandre Orlov, ambassadeur de Russie en France, d'autres ambassadeurs, diplomates ou investisseurs, et Jean-Pierre Thiollet.

## Famille
Elle fut mariée à l'homme d'affaires et politique Rakhat Aliev jusqu'à leur divorce en juin 2007. Aliyev considère que le divorce a été prononcé sans son consentement et qu'il a été forcé par le président Nazarbaïev. Nazarbaïeva a deux fils avec Aliyev : Nurali et Aisoultan. Elle a aussi une fille, Venera.
Nourali est marié à la fille du sous-secrétaire du Conseil national de sécurité du Kazakhstan, Berik Imasheva. Le couple a deux filles, Laura Alieva (née en 2003) et Amira Alieva, et deux garçons, Alan (né en 2005) et Anouar.
Son fils Aïssoultan est marié à Alima Boranbayeva, fille de Kayrat Boranbayev, dirigeant de la compagnie spécialisée dans l’énergie KazRosGas.

## Compléments